# Gojwane
Gojwane est une ville du Botswana.